# 許思溫

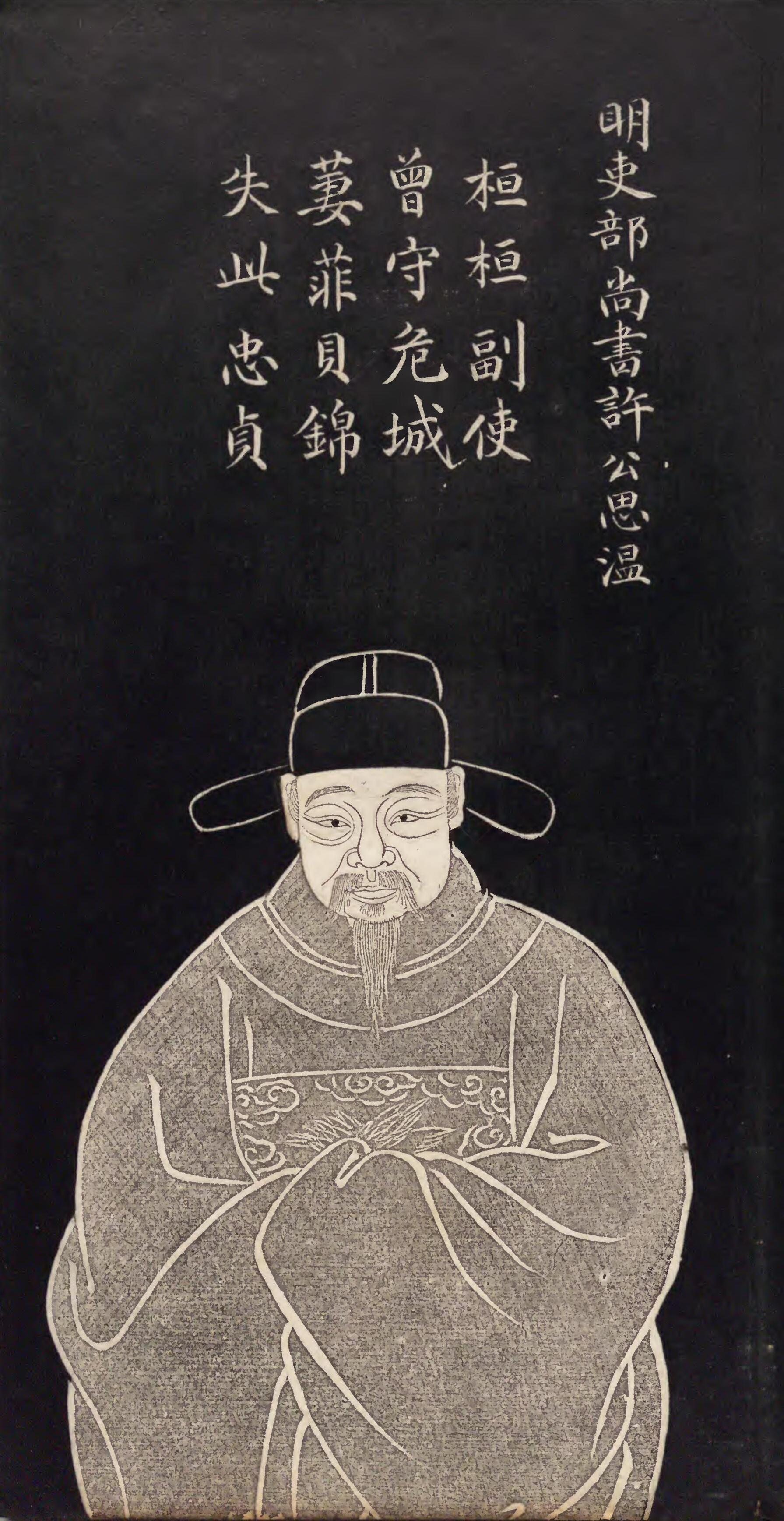
許思溫

許思溫（1366年—1408年），江南行中書省平江路吳縣（在今江蘇省常州市）人，明朝官员。
許思溫以國子監生授刑部郎中，之後累升至北平按察司副使。燕王朱棣起兵時，許思溫因輔佐守城有功，升任刑部侍郎，后改為吏部侍郎。后因漢王朱高煦誣陷而下獄，病死。明仁宗即位后，贈其為吏部尚書，并授其子許俊贊禮郎，進入學翰林院。